# Heinz Libuda
Heinz Libuda (Dortmund, 1944. augusztus 8. – 2017. február 23.) német labdarúgó, középpályás.

## Pályafutása
Az Unna, majd a SuS Kaiserau csapataiban kezdte a labdarúgást. Az 1966–67-es idényben a holland GVAV Groningen játékosa volt. 1967 és 1969 között a Hamburger SV csapatáben szerepelt, ahol tagja volt az 1967–68-as idényben KEK-döntős együttesnek. A döntőn nem szerepelt, de az elődöntő egyik mérkőzésén pályára lépett. Az 1969–70-es idényben az Arminia Hannover játékosa volt. 1970 és 1979 között Ausztriában szerepelt. Hat idényen át az Austria Salzburg, egy idényre a VÖEST Linz, majd újabb két idényre a salzburgi csapat labdarúgója volt. Pályafutását kisebb nyugatnémet csapatokban fejezte be (TuS Belecke, SSV Mühlhausen).

## Sikerei, díjai
Hamburger SV
- Kupagyőztesek Európa-kupája (KEK)
  - döntős: 1967–68

 Austria Salzburg
- Osztrák bajnokság
  - 2.: 1970–71